# Mercedes-Benz Atego
Pour les articles homonymes, voir Atego.
Le Mercedes-Benz Atego est un camion fabriqué par Mercedes-Benz depuis 1998 conçu pour la ville.

## Historique
En 1998 et en 2011 il est sacré " Camion de l'année".
En 2013, sa nouvelle génération avec des moteurs (allant de 130 à 290 chevaux selon les versions) répondant à la norme Euro 6 a été présenté.

## Caractéristiques
Il est disponible dans des versions de 7.5 à 16 tonnes. Depuis 2005, tous les modèles Atego supérieurs à 18 tonnes ont été remplacés par le Mercedes-Benz Axor.
Le chassis de l'Atego est utilisé pour le Mercedes-Benz Accelo, fabriqué pour le marché sud-américain.
Ludovic Faure a remporté le Championnat d'Europe de courses de camions en 1998 avec ce véhicule.

## Utilisateurs militaires
- Espagne Comme camion de pompiers dans les bases aériennes[2]